# Ginebra
Ginebra – miasto w Kolumbii, w departamencie Valle del Cauca.